# Alocasia macrorrhizos
songe caraïbe, taro géant, oreille d'éléphant
Espèce
Classification phylogénétique
Le Songe caraïbe, Alocasia macrorrhizos (L.) G. Don, est une espèce de plantes de la famille des Araceae, originaire de l'Asie du Sud-Est. Elle est aussi appelée Alocasie, Alocasie à grandes racines, Alocasie à grosse racine, taro géant ou oreille d'éléphant.
Originaire des forêts tropicales humides s'étendant de la Malaisie au Queensland en Australie, elle est largement cultivée pour ses qualités ornementales et parfois pour ses rhizomes comestibles après cuisson.

## Description

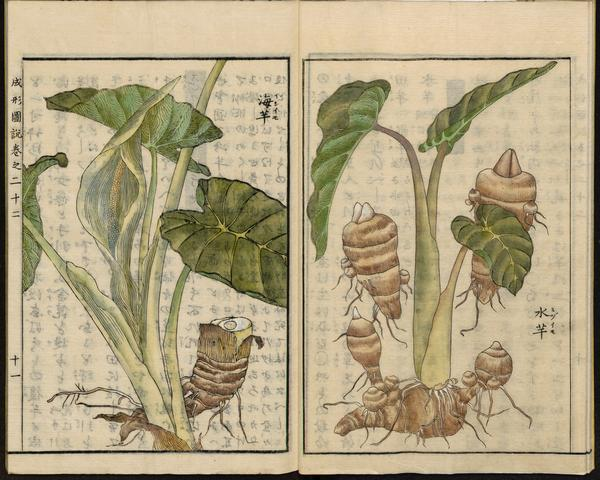
Planches anatomiques de 海芋 - Alocasia macrorrhizos et - 水芋 - Colocasia esculenta, ouvrage japonais de 1804

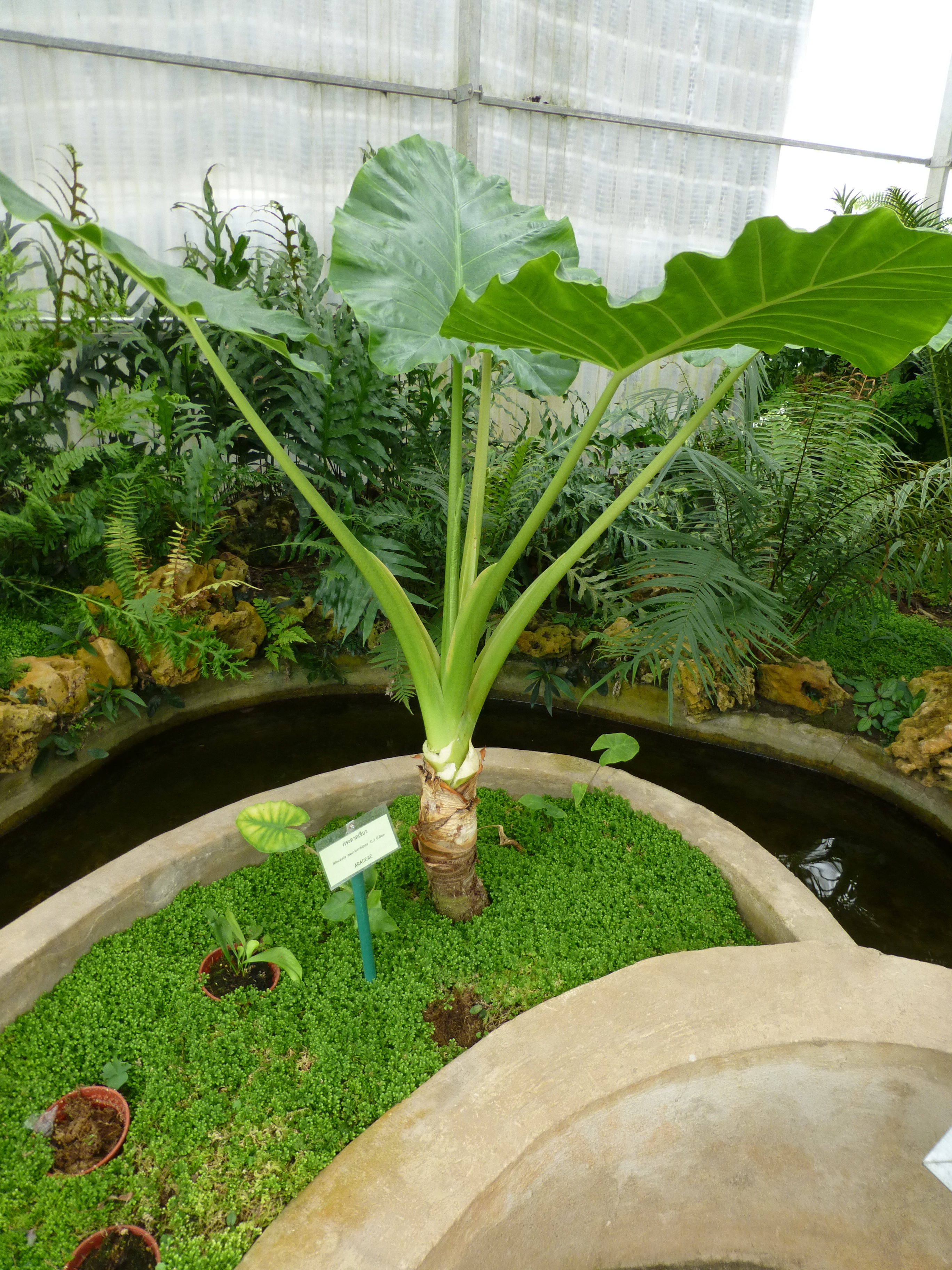
Aspect général d'un jeune plant, Jardin botanique de la reine Sirikit, Thaïlande

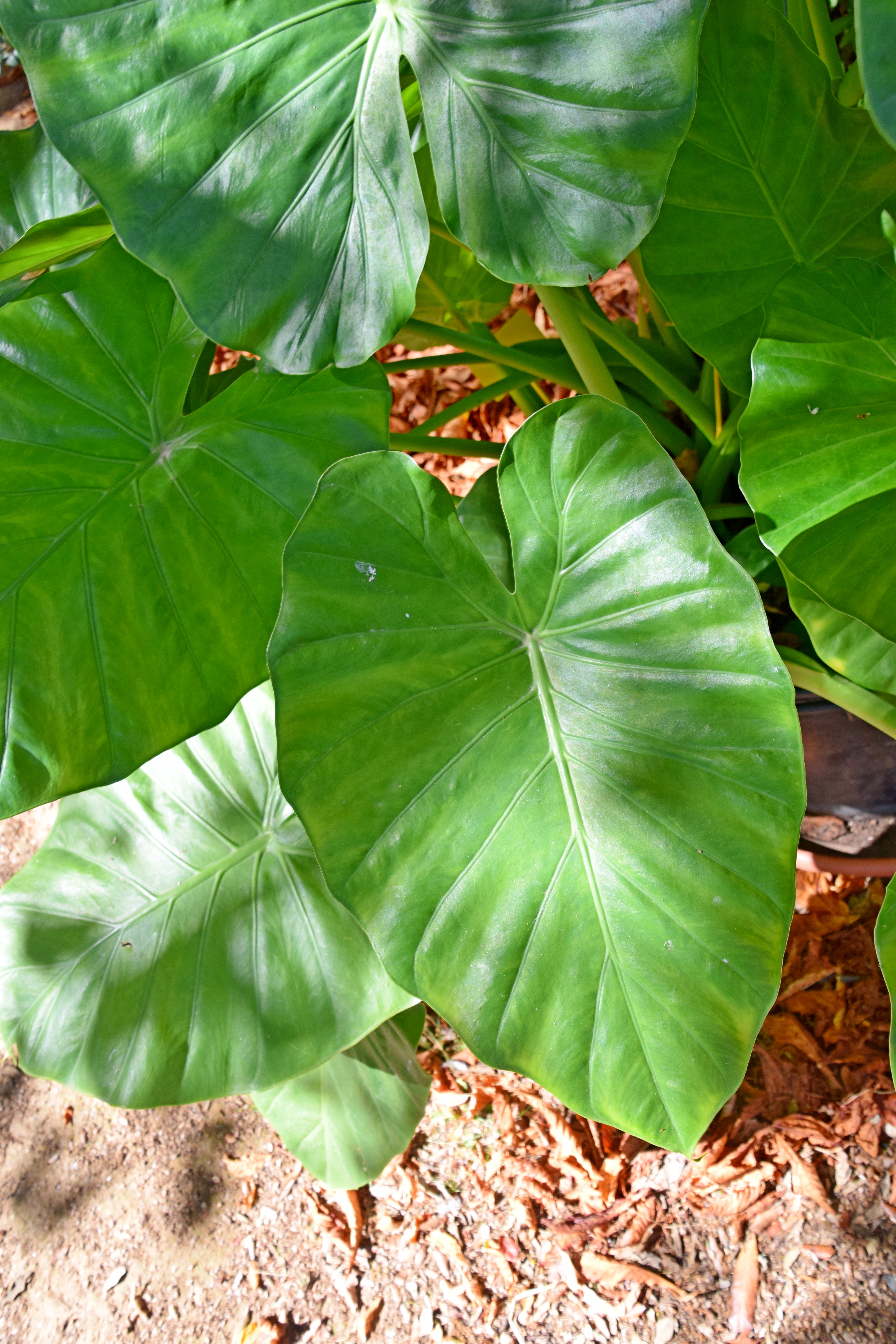
Feuilles, Jardin des plantes de Toulouse, France

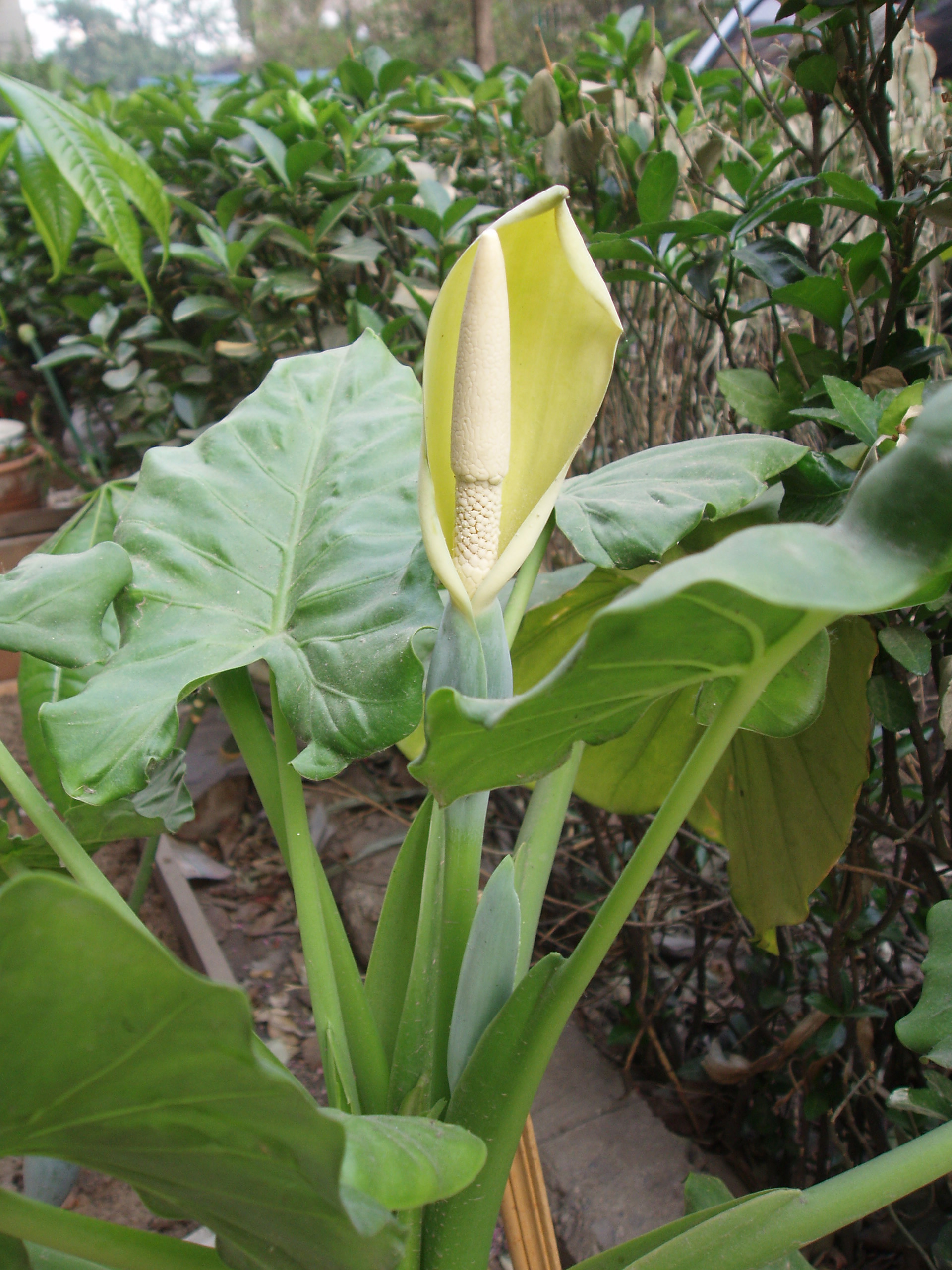
Fleur. Spathe typique des aracées enveloppant le spadice.

L'Alocasia macrorrhizos est une plante herbacée vivace de grande taille, pouvant atteindre 2 à 4 mètres de hauteur, et parfois même 5 mètres dans des conditions optimales. Elle se caractérise par un rhizome épais et dressé, souvent comparé à un tronc, qui peut s'élever jusqu'à 4 mètres de haut chez les sujets matures.
Ses feuilles, qui lui valent son surnom d'« oreille d'éléphant », sont particulièrement imposantes. Elles sont portées par de longs et robustes pétioles, dressées et pointées vers le haut, contrairement à celles du genre Colocasia qui tendent à retomber vers le sol. Le limbe est en forme de flèche (sagitté), d'un vert brillant et peut atteindre une taille considérable

## Distribution et Habitat
L'espèce est native de l'archipel Bismarck, de Bornéo, des Moluques, de la Nouvelle-Guinée, des Philippines, du Queensland et des îles Salomon. Elle pousse généralement dans le sous-bois des forêts tropicales et subtropicales de basse altitude.
En raison de sa culture comme plante ornementale et alimentaire, elle a été introduite et s'est naturalisée dans de nombreuses régions tropicales et subtropicales du monde. Elle est cependant considérée comme une espèce envahissante dans certaines régions, notamment à Cuba, en Nouvelle-Zélande et sur plusieurs îles du Pacifique, où sa croissance rapide peut supplanter la flore indigène.

## Nom usuel
Le nom a été créé comme Arum macrorrhizon L. (1753). L'épithète a une terminaison grecque, qui se décline en en -os, -os, -on. La graphie Alocasia macrorrhiza est donc fautive, et a été corrigée en Alocasia macrorrhizos.
À La Réunion, où on la retrouve, on l'appelle « songe papangue ».
En Polynésie française, où elle est connue sous ses noms tahitien 'ape ou paumotu kape, sa racine était autrefois utilisée pour l'alimentation. Elle est encore consommée aujourd'hui sous forme de po'e.
À Wallis-et-Futuna, elle est appelée kape en wallisien et en futunien.
En Nouvelle-Calédonie, c'est l'appellation de « taro géant » qui est la plus usitée en langue française. On l'appelle koè en ajië, makué en drehu, néévié en drubea, kape en fagauvea, kyo kaan niuk en nemi, wayaca en nengone, wëwé en paicî et kwèè en xârâcùù.

## Toxicité
Plusieurs cas d'empoisonnement, ont été recensés à la suite de l'ingestion de la racine : la plante contient des alcaloïdes et de l'oxalate de calcium pouvant provoquer des troubles neurologiques, gastro-intestinaux ainsi que de graves brûlures des muqueuses.
Le tubercule de cette plante est consommé notamment par les Calédoniens. Il peut constituer une nourriture de disette, après une cuisson longue sur des pierres chaudes.

## Culture et Entretien
La culture de l'Alocasia macrorrhizos requiert une attention particulière pour reproduire les conditions de son habitat naturel.
- Exposition et Lumière : Cette plante prospère dans une lumière vive et indirecte. Elle peut tolérer quelques heures de soleil direct le matin, mais une exposition prolongée au soleil intense peut brûler ses feuilles. Un emplacement à la mi-ombre est idéal, surtout en extérieur.

- Arrosage : Un arrosage régulier est crucial. Le sol doit rester constamment humide, mais jamais détrempé, car un excès d'eau peut entraîner la pourriture des racines. Il est conseillé d'arroser lorsque le premier tiers du substrat est sec. En hiver, la fréquence des arrosages doit être réduite. L'utilisation d'une eau non calcaire et à température ambiante est préférable.

- Humidité : En tant que plante tropicale, elle apprécie une humidité atmosphérique élevée, idéalement autour de 60% ou plus. La vaporisation régulière du feuillage ou l'installation de la plante sur une soucoupe remplie de billes d'argile humides permet d'augmenter l'hygrométrie.

- Substrat : Elle préfère un sol riche, humifère, poreux et bien drainé. Un mélange de terreau pour plantes vertes, de compost, de sable et de perlite est bien adapté.

- Température : La température idéale se situe entre 18°C et 29°C. L' Alocasia macrorrhizos n'est pas rustique et doit être protégée du gel. Dans les régions du sud de la France, une culture en pleine terre est possible avec une protection hivernale, car elle peut tolérer des températures descendant jusqu'à -4°C sur de courtes périodes. En hiver, protéger le pied de l'humidité pour éviter qu'il ne pourrisse.

- Fertilisation : C'est une plante gourmande en nutriments durant sa période de croissance (printemps et été). Un apport d'engrais liquide pour plantes vertes, dilué dans l'eau d'arrosage, toutes les deux à quatre semaines est recommandé. Un engrais riche en potasse favorise la rigidité du feuillage.

- Multiplication

La multiplication de l'Alocasia macrorrhizos peut se faire de plusieurs manières :
- - Par séparation des rejets : Au printemps, il est possible de séparer les jeunes pousses (rejets) qui se forment à la base de la plante mère. Chaque rejet doit être prélevé avec une partie de ses racines pour assurer sa reprise.

- - Par bouturage de rhizome : Des sections du rhizome peuvent être coupées et plantées pour donner naissance à de nouvelles plantes.

- - Par semis : Les graines peuvent être semées au chaud (minimum 22°C), avec une germination qui intervient généralement sous 15 à 21 jours.

## Galerie

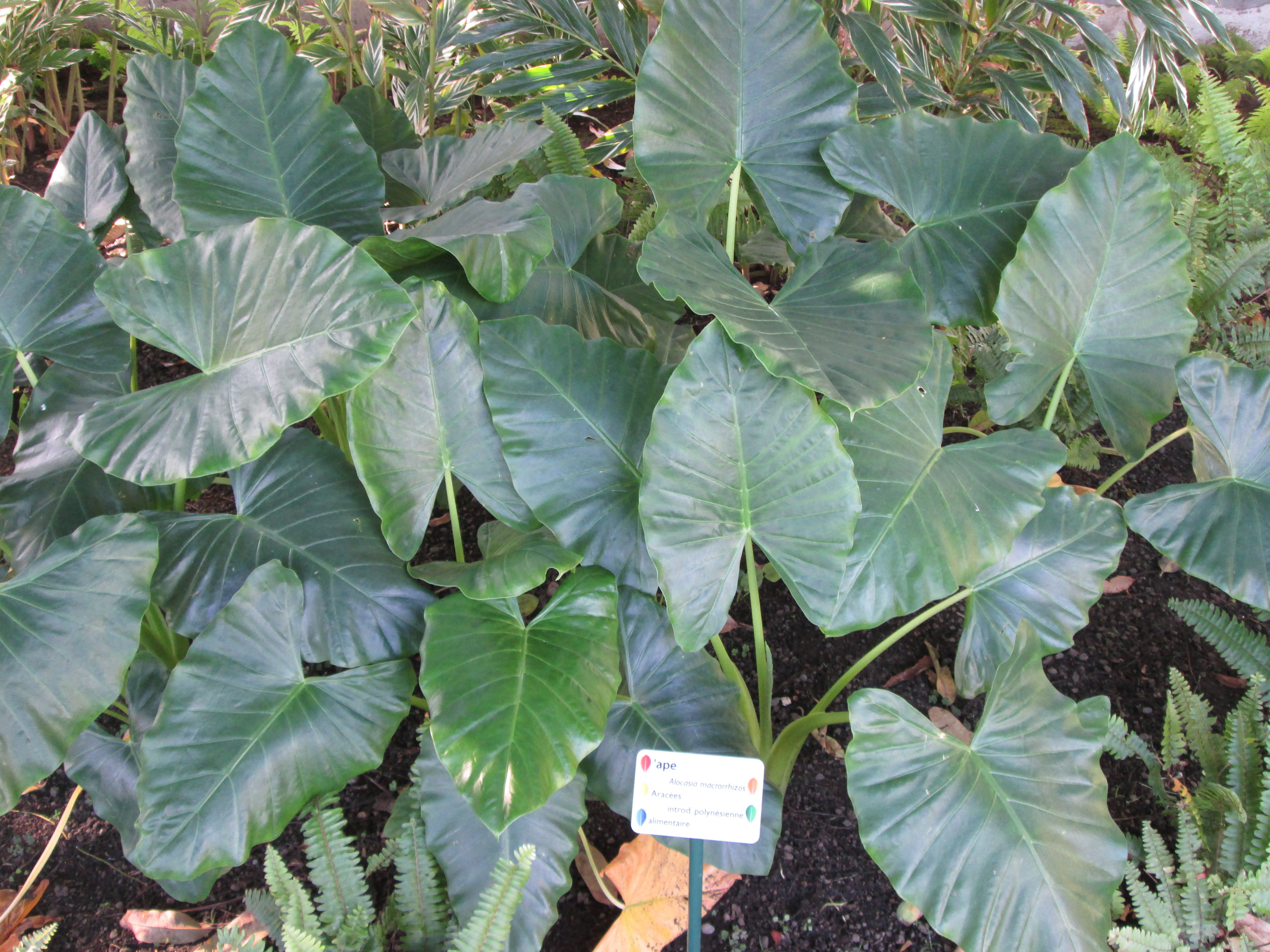
'ape à Tahiti
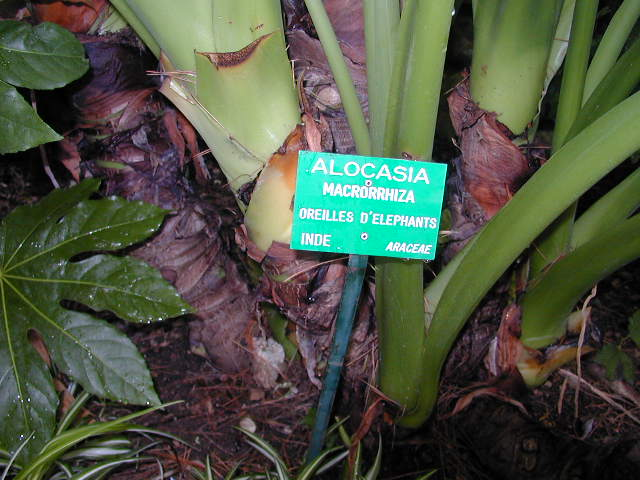
Base d'oreille d'éléphant
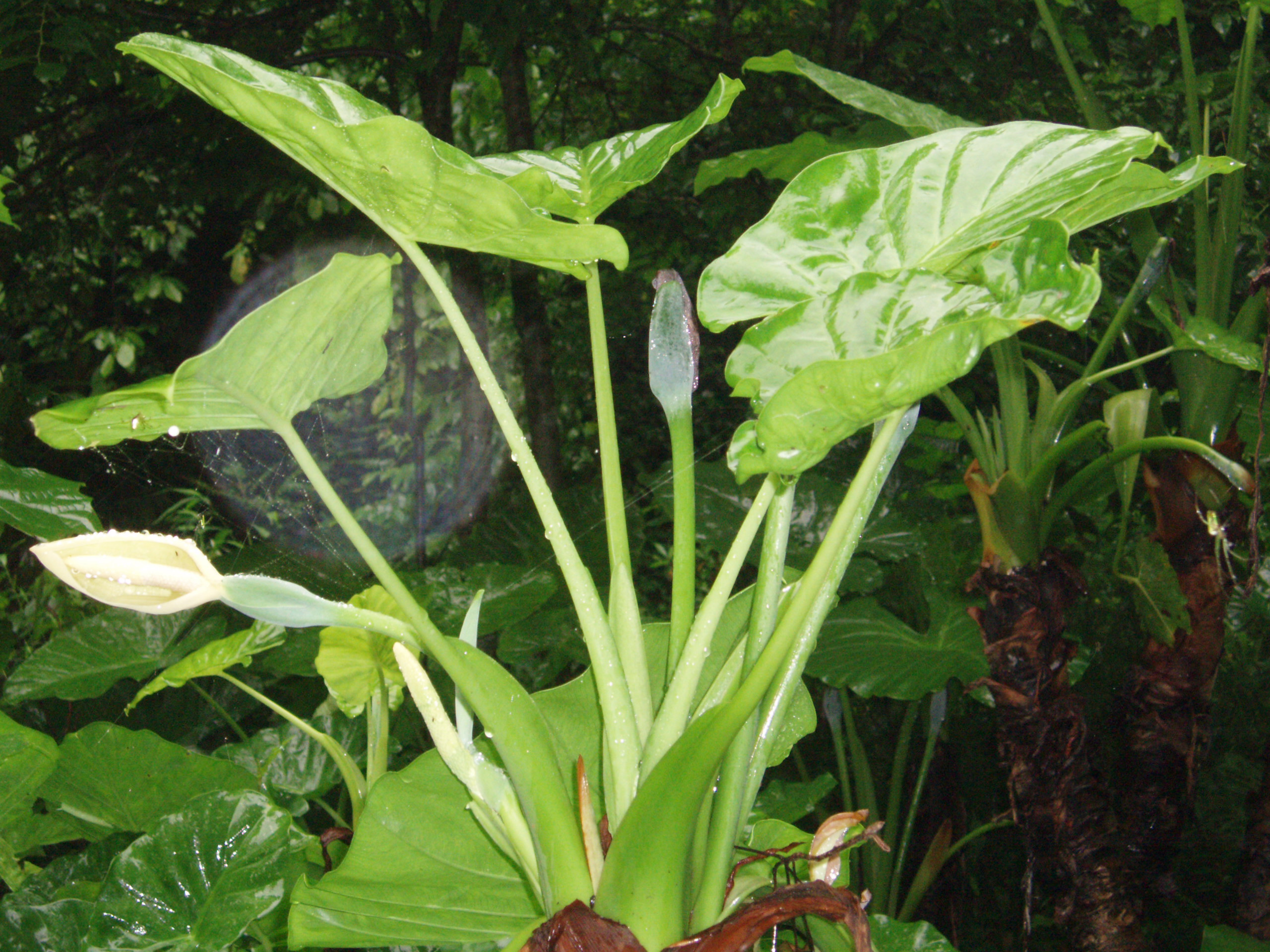
Feuilles
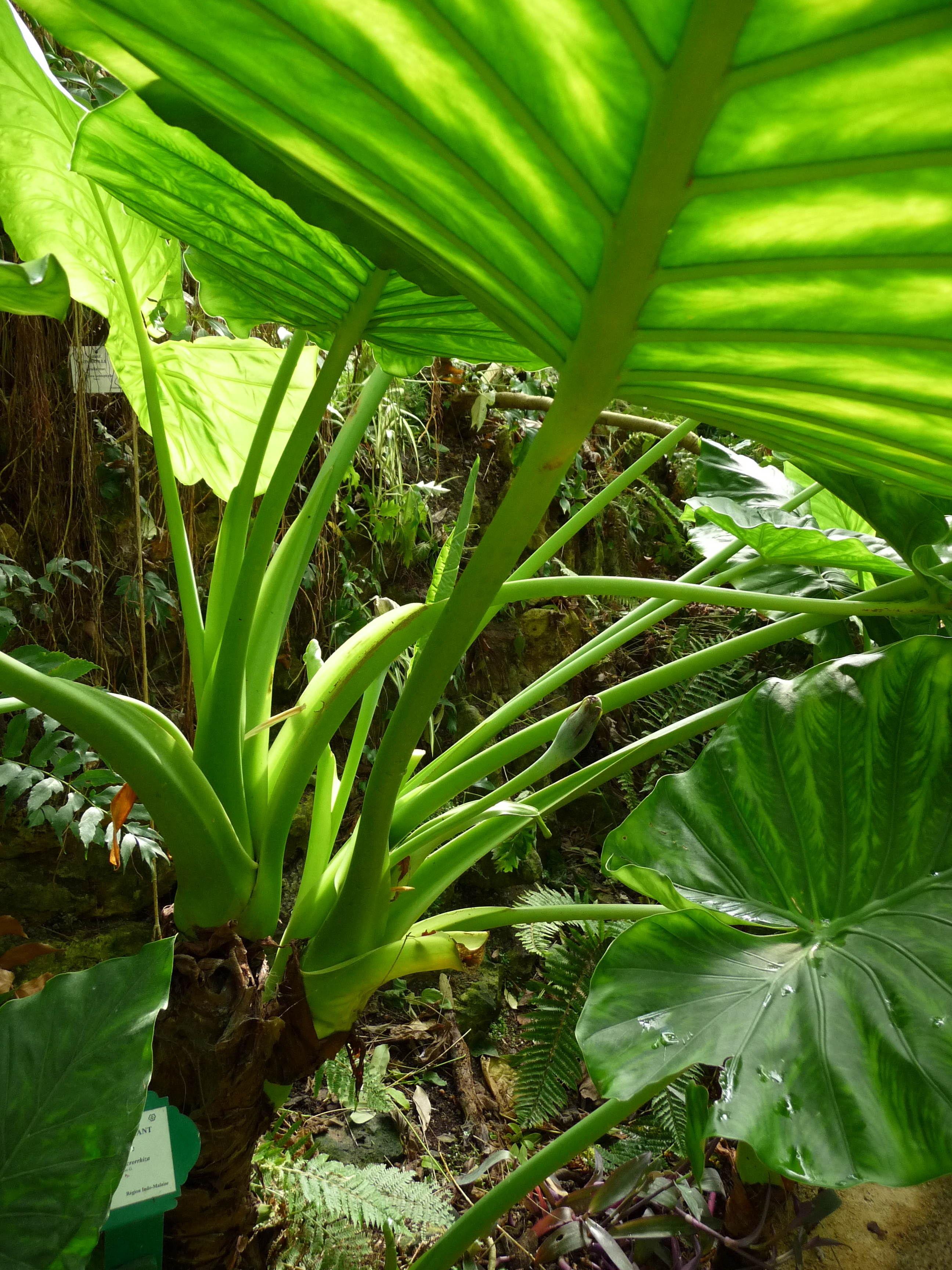
Nervures
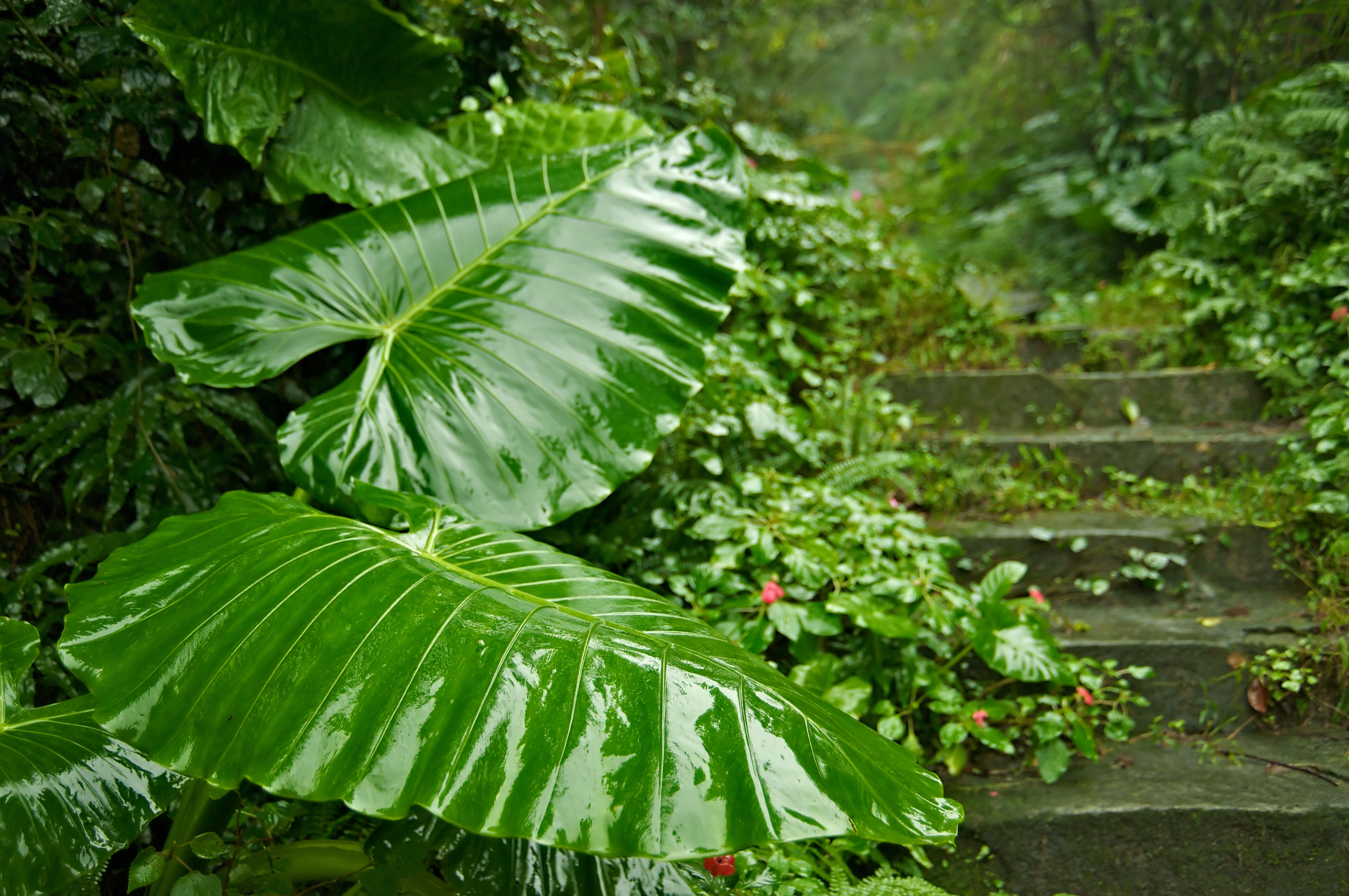
Feuilles
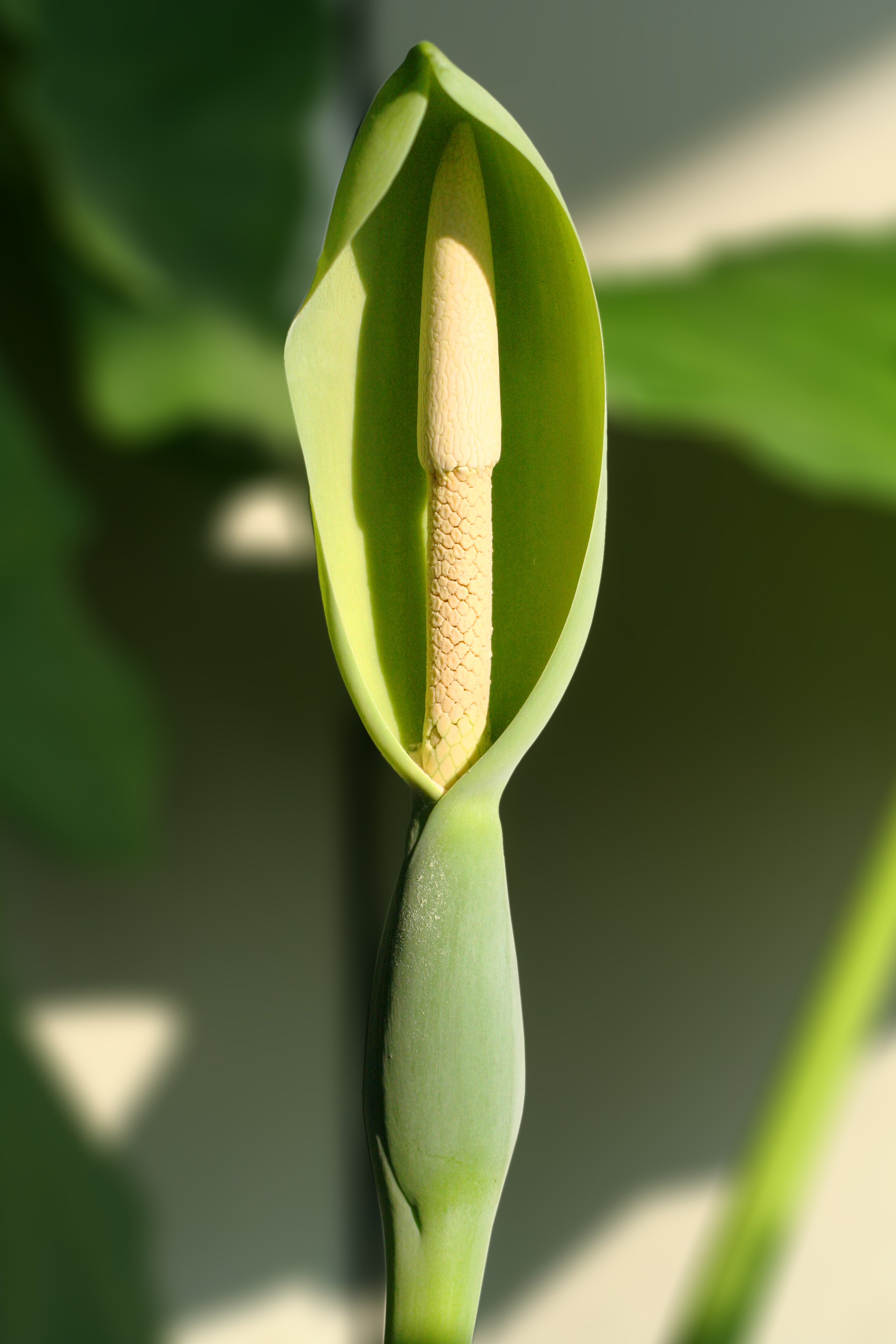
Inflorescence
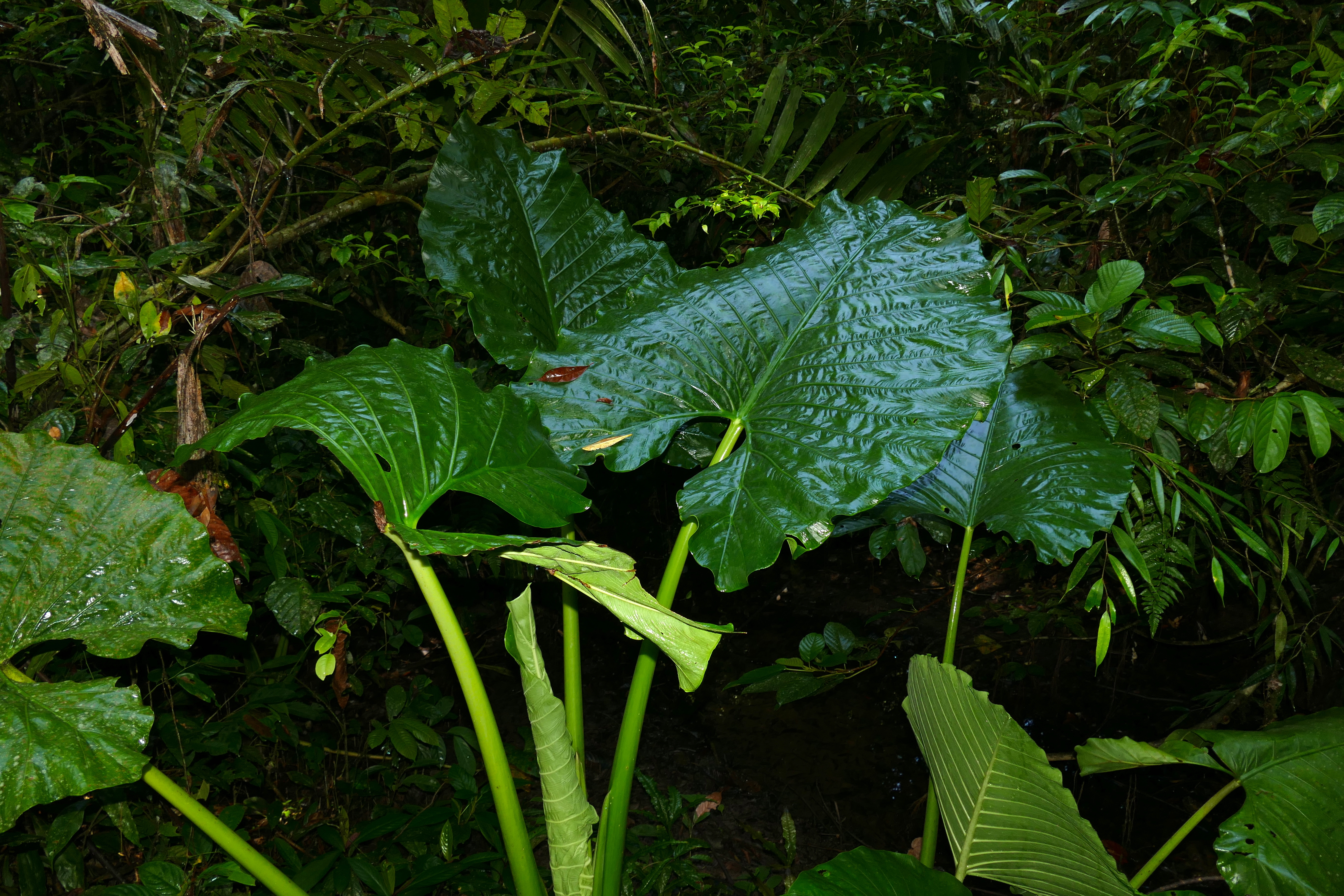
Feuilles